# Любовь и предательство
«Любовь и предательство» (хинди बागबान, урду باغبان‎, Baghban, дословно — «Садовник») — мелодрама, снятая в Болливуде и вышедшая в прокат в Индии 3 октября 2003 года. Фильм занял третье место в пятерке хитов года.

## Сюжет
Радж (Амитабх Баччан) и Пуджа Мальхотра (Хема Малини) женаты уже 40 лет и имеют четырёх сыновей, которыми очень гордятся. Всю свою жизнь они заботились только о благополучии своих детей. Кроме родных детей они опекали осиротевшего мальчика Алока (Салман Хан), оплачивая ему учёбу. Алок получил хорошее образование за границей, стал преуспевающим бизнесменом и теперь собирается жениться на своей подруге Арпите (Махима Чаудхари). Родные сыновья Раджа уже имеют собственные семьи, но все ещё получают финансовую помощь от своих родителей, когда нуждаются в ней. Радж и Пуджа, отдавая все детям, за всю жизнь так и не купили себе дом и не накопили денег. Но они уверены, что их дети станут им опорой.
Когда Радж выходит на пенсию, он просит своих сыновей решить, у кого из них будут жить родители. Однако те не особо обрадованы такой перспективой. Ни один из них не имеет достаточно средств и места в доме, чтобы принять родителей. Обсудив возникшую проблему, сыновья решают разлучить родителей и принимать их у себя по очереди. Радж и Пуджа не представляют себе жизни друг без друга, но вынуждены согласиться с решением детей. Но в домах своих сыновей отец и мать чувствуют себя обузой, и их жизнь становится все более невыносимой. Чтобы справиться с этой проблемой, Радж находит себе занятие и начинает писать книгу о своей жизни, о любви и предательстве. Один из его новых друзей находит издателя для его книги. Лишь через шесть месяцев Раджу и Пудже удается увидеться. Они решают больше не расставаться и уходят от своих сыновей. Они ещё не знают, как и на что будут жить. Но эта неизвестность для них лучше, чем мучительная жизнь в разлуке.
Вскоре они встречают своего воспитанника Алока, который просит их остаться у него. Всем, что он имеет, он обязан своим опекунам и хочет позаботиться о них в старости. Между тем приходит радостная новость: книга Раджа стала бестселлером и принесла большой доход, который обеспечит Раджу безбедную старость. Его сыновья, узнав о его успехе, надеются вернуть расположение родителей. На церемонии награждения Радж выступает с трогательной речью и дает всем понять, что никогда не простит предательства.

## Награды
Screen Weekly Awards 2004
- специальный приз паре No. 1 — Амитабх Баччан, Хема Малини

Zee Cine Awards 2004:
- лучшая звукозапись — Кулпид Суд